# Foreningen til Skonnerten Marthas Restaurering
|  | Sammenskrivningsforslag Artiklen Foreningen til Skonnerten Marthas Restaurering er foreslået føjet ind i Skonnerten Martha. (Siden marts 2025) Diskutér forslaget |

Foreningen til Skonnerten Marthas Restaurering blev dannet i 1973 med det formål at restaurere og bevare den historiske Vejle-skonnert Martha fra år 1900. Skibet, der var nedslidt efter at have tjent som stenfiskerfartøj i 1960'erne, blev overdraget til foreningen af dets tidligere ejer Kristian Blak for en symbolsk sum af én krone.
Foreningsformen viste sig at være velegnet til at sikre bevarelsen af Martha som en vigtig del af Danmarks maritime kulturarv, da den sikrer kontinuitet i restaureringsarbejdet og gør projektet mere robust i forhold til økonomi, generationsskifte mv.  Skibe er i lovgivningen typisk dårligere stillet end bygninger, når det gælder bevaring og restaurering.

## Restaureringsarbejdet
Efter overtagelsen påbegyndte foreningen et omfattende restaureringsarbejde med det mål at genskabe Martha så tæt på det oprindelige udseende som muligt. Som udgangspunkt for restaureringen blev et fotografi fra 1923 anvendt, hvor skibet netop havde fået installeret sin første motor.
Arbejdet blev de første år primært udført af foreningens medlemmer, som måtte tilegne sig færdigheder inden for traditionelt træskibsbyggeri. Efterhånden tiltrak foreningen dog også folk med en håndværksmæssig baggrund, ligesom professionelle bådebyggere var involveret i restaureringen.
Restaureringen blev finansieret gennem medlemsbidrag, donationer, fondsstøtte, rente- og afdragsfri lån fra Skibsbevaringsfonden og i de første år også fra indtægter fra "husorkesteret" Bramsejlsmusikanterne, der afholdt koncerter til fordel for skibet. I 1986 erklærede Skibsbevaringsfonden Martha for bevaringsværdig.
I foreningens første tid blev der gennemført et omfattende arbejde på skroget herunder udskiftning af spanter, køl, stævn. Først i pinsen 1980 fik Martha igen to master og bovspryd, og tre år senere opnåede skibet også af få sit fartcertifikat tilbage, hvilket muliggjorde sejlads ud over de årlige beddingsture til fra Vejle til Søby på Ærø.
I 1999 deltog Martha i kapsejladsen Fyn Rundt for Bevaringsværdige Skibe og vandt løbet for første og hidtil eneste gang.

## Forliset i 2004
Den 10. juli 2004 forliste Marthaud for Grenaa. Skibet sprang læk i hårdt vejr og tog vand ind, hvilket førte til, at redningsbåde fra Grenaa blev tilkaldt. Under redningsaktionen kæntrede skibet og sank. To medlemmer af foreningen mistede livet, mens resten af besætningen blev reddet.
Da Martha var blevet hævet igen, måtte foreningen tage stilling til sin egen såvel som skibets fremtid. Trods tragedien blev det besluttet at restaurere Martha endnu en gang. Ved hjælp af forsikringssummen, donationer og medlemsstøtte påbegyndtes en omfattende genopbygning, som involverede både reparationer i Vejle og på forskellige værfter. Tre år efter forliset var Martha igen sejlende.

## Sikkerhed og drift
Som en konsekvens af forliset blev der implementeret et Safety Management System (SMS) for at forbedre sikkerheden om bord. Et SMS-udvalg blev nedsat for at overvåge og opdatere procedurerne, således at alle medlemmer havde adgang til sikkerhedsrelateret information. Der blev også indført krav om, at alle sejladsaktive medlemmer skulle deltage i træningsture hvert andet år for at sikre et korrekt sikkerhedsberedskab ombord.

## Nutidens Martha
Martha har siden 1973 været hjemmehørende i Vejle, hvor foreningens medlemmer løbende vedligeholder skibet. Skonnerten deltager regelmæssigt i maritime begivenheder og bevaringssejladser i Danmark. Restaurerings- og vedligeholdelsesarbejdet fortsætter, drevet af frivillige kræfter og engagement i bevaringen af maritim kulturarv.